# Xenochromis hecqui
Xenochromis hecqui е вид лъчеперка от семейство Цихлиди (Cichlidae), единствен представител на род Xenochromis.

## Разпространение
Видът е разпространен в Бурунди, Демократична република Конго, Замбия и Танзания.